# Pycnogonum (Nulloviger) anovigerum
Pycnogonum (Nulloviger) anovigerum is een zeespin uit de familie Pycnogonidae. De soort behoort tot het geslacht Pycnogonum. Pycnogonum (Nulloviger) anovigerum werd in 1956 voor het eerst wetenschappelijk beschreven door Clark. 